# 今福栄
今福 栄（いまふく さかえ、1944年 - 2006年）は日本の編集者、将棋評論家、観戦記者。本名は村松卓。

## 来歴
長らく講談社に勤務し、同社が発行していた男性向け月刊誌『月刊現代』の編集長を務める。編集長時代の1976年、「プロアマ角落ち戦十番勝負」を企画し自らも同誌に観戦記を寄せた。
1977年、関則可らと共に日本アマチュア将棋連盟の設立に参画、理事となった。また同時期、日本アマチュア将棋連盟が発行していた将棋ジャーナルに長らく「今福栄の独断語」というコラムを寄せていた。
以降は編集長時代の経験を生かし、観戦記者として近代将棋誌や、当時自らが参画していた日本アマチュア将棋連盟が発行していた将棋ジャーナル誌上に於いて度々観戦記を書いたりするなどしていた。1982年には将棋ジャーナルの企画として行われた、真剣師の小池重明と当時棋聖だったプロ棋士の森雞二との対局でも今福が観戦記者を務めた。この対局は非公式戦でありながら現在残されている生前の小池重明の棋譜の中では特に有名なものの１つであるが、当時の観戦記にて終盤、敗勢だった小池が指した▲５八歩を「念力の歩打ち」と書いている他、公式・非公式を問わず多くの観戦記を著した。
2006年、62歳で逝去。将棋ジャーナルが休刊となって以降は事実上、日本アマチュア将棋連盟の運営からは退いていたようである。

## 著書
- 『将棋プロアマ角落十番勝負』(講談社・1977) ※原田泰夫との共著